# Klensko jezero
Klensko jezero, Klenski dol ali Jezero v Klenskem dolu je Pivško presihajoče jezero, ki se nahaja le nekaj metrov stran od hiš v vasi Klenik, po kateri je tudi dobilo ime. Nastaja v manjšem dolu (dolini), z najnižjo točko na 544 m n. v., kar je skoraj 10 m nad strugo Pivke, ko se v loku približa Kleniku. Pivka torej prej prestopi bregove in poplavi okoliška polja, kot pa se pojavi Klensko jezero. Po povprečni površini je jezero med manjšimi Pivškimi presihajočimi jezeri, vendar se zaradi položnih bregov lahko hitro poveča. Dno kotanje je pokrito z rodovitno zemljo, kjer so bile včasih njive, okrog pa je gričevnat kamnit svet, pokrit s tanko plastjo zemlje.

## Vodostaj
Jazero leži v ovalni kotanji s stransko kotanjo na jugozahodu, kjer nastane zaliv. Jezero se običajno pojavi spomladi in jeseni; domačini pravijo, da se pojavi, ko voda zalije Gabrje v Palškem jezeru. Ob višjih vodostajih se v manjši stranski kotanji pojavi tudi izvir. Voda izvira na pregibu pobočja ter prosto teče v jezero. Jezero največkrat vidimo kot več posameznih luž, ki se le v redni večji fazi združijo. Ob veliki ojezeritvi zalije tudi stransko kotanjo in jezero dobi zaliv. Ob zelo veliki ojezeritvi jezero poplavi bližnjo cesto, ob rekornih vodostajih zalije tudi kleti nekaterih hiš. Takrat je ojezerjeno celotno dno, razen jugovzhodnega obrobja. Največja vodostaja sta bila leta 1968 in 2000. Voda iz jezera dokaj hitro odteče, redko se zadrži več kot en mesec.
V sponji tabeli so glavne stopnje ojezerjenja, pri katerih lahko pride tudi do manjših odstopanj.
| glavna stopnja ojezeritve | manjša stopnja ojezeritve | aktivnost izvira                             | obseg jezera |
| ------------------------- | ------------------------- | -------------------------------------------- | --- |
| redna manjša              | F1                        | izvir ni aktiven                             | luže v jamčih v nižjem delu glavne kotanje                                                                                                   |
| redna večja               | F2                        | izvir ni aktiven                             | jezero v nižjem delu glavne kotanje (rahlo sega v stransko kotanjo), luže v vzhodnem delu glavne kotanje ter na južnem delu stranske kotanje |
| velika                    | F3                        | izvir ni aktiven                             | jezero pokriva večino glavne in stranske kotanje, luže na vzhodnem delu glavne kotanje                                                       |
| zelo velika               | F4                        | izvir je aktiven, voda se razlije po pobočju | jezero pokriva večino kotanje, iz obsega je skrajni vzhodni del, jezero tudi zalije cesto                                                    |

## Zemljišča
Po franciscejskem katastru so celotno dno pokrivale njive, kjer so pridelovali predvsem krompir, fižol, peso, korenje, zelje, kolerabo, solato, koruzo, pšenico, oves in rž, po letu 1990 pa so jih večinoma opustili obdelovati, sedaj jih je le še nekaj v stranski kotanji ter ena na južni strani glavne kotanje. Ledine v glavni kotanji potekajo v smeri daljše osi, v stranski kotanji pa prečno nanjo. V stransko kotanjo je speljana makadamska cesta po severnem obrobju dna ob dvoriščih hiš na pobočju. Cesta se nadaljujeje v kolovoz, ki poteka po sredini glavne kotanje do vzhodnega pobočja, nato pa se vzpne po manjši stranski kotanji. Leži na zemljiščih št. 2329, 2424, 2400, 2331, 2332, 2403, 2408, 2423/1, 2423/2, 2407/1, 2422, 2409, 2346, 2327, 2413, 2407/2, 2406, 2338, 2410, 2400, 2347, 2349, 2343, 2342, 2402, 2326, 2333, 2401, 2335, 2345/2, 2330, 2416, 2414, 2417, 2404, 2405, 2328, 2334, 2336, 2412, 2415, 2339 in 2337 v katastrski občini 2502 (Radohova vas).

## Rastlinstvo
Dno kotanje, razen omenjenih njiv porašča redno košen travnik. Na travniku rastejo med drugim tudi regrat, rman, kumina, meta, kislica... Obrobje kotanje ter okolico kamnitih zidov ter kupov kamenja, katerim domačini rečejo grublje pa prerašča grmovje, večinoma leska, črni trn in šipek, v podrasti pa gozdne jagode in robide. Po nekaterih njivah gojijo deteljo.

## Pomen jezera za Klenjane
Klenjani se radi pohvalijo, da imaju tudi oni "svoje" jezero, klicali so ga kar dol. Ker je jezero presahnjeno čez poletje, so lahko zlahka pridelovali poljščine. V jeseni po obilnem deževju je jezero kdaj tako hitro naraslo, da kmetje niso utegnili pobrati vseh pridelkov po nižje ležečih njivah. Jezero tudi ob zelo visokih vodostajih poplavi bližje ležeče hiše. V preteklosti, ko še ni bilo vodovoda, so perice prale perilo kar v jezeru. Decembra, po takrat popularnih kolinah (klanje prašičev) so prali tudi čreva. Otroci so se tam tudi igrali. Radi so delali splave, ali le uporabili truge (velika prenosna korita v katerih se je klalo prašiče) kot čolne. Delali so tudi drsalke, ki so jih klicali šince, za takrat, ko je bilo jezero zamrznjeno. Na njem so igali tudi hokej.

## Zaščitenost & prepoznavnost

### Prepoznavnost
Leta 2007 je Tanja Vasilevska izvedla anketo o prepoznavnosti jezer. Anketirala je 87 prebivalcev naselij v Pivški kotlini, ki so bili različnih starosti in z različno stopnjo izobrazbe. Podatki so prikazani v spodnji tabeli.
| kraj       | % anketirancev, ki pozna jezero |
| ---------- | ------------------------------- |
| Postojna   | 40                              |
| Prestranek | 16,7                            |
| Žeje       | 20                              |
| Petelinje  | 76,9                            |
| Pivka      | 40                              |
| Klenik     | 100                             |
| Palčje     | 92,3                            |
| Knežak     | 33,3                            |
| Zagorje    | 63,6                            |
| Bač        | 75                              |
| Šembije    | 14,3                            |

Jezero spada med srednje poznana jezera.

### Zaščitenost
Jezero je ekološko pomembno območje in tudi potencialno posebno varstveno območje. Je del Nature 2000 in Nature 2000 območja za ptice (IBM območje).